# NGC 5561
NGC 5561 је галаксија у сазвежђу Велики медвед која се налази на NGC листи објеката дубоког неба.
Деклинација објекта је + 58° 45' 1" а ректасцензија 14h 17m 22,8s. Привидна величина (магнитуда) објекта NGC 5561 износи 14,5 а фотографска магнитуда 15,5. NGC 5561 је још познат и под ознакама CGCG 295-44, PGC 2800986.